# 蘇西·艾米斯·卡麥隆
蘇西·伊莉莎白·艾米斯·卡麥隆（英語：Susan Elizabeth Amis Cameron，1962年1月5日—）是位美國環保倡導者，曾從事演員和模特兒的工作。

## 生平
艾米斯出生於奧克拉荷馬州奧克拉荷馬市，在80年代開始演藝生涯之前，艾米斯先擔任福特模特兒。1985年她主演喜劇片《入伍前的瘋狂》與凱文科斯納演出對手戲。
2005年，艾米斯和她姊姊瑞貝卡艾米斯，在加州洛杉磯托潘加共同創立繆思學校，這是一所瑞吉歐啟發，獨立營運非營利性的學校，被報導為全國第一所由幼稚園到國中的純素學校。

## 私人生活
艾米斯和電影導演詹姆斯·卡麥隆於《鐵達尼號》拍攝時相識，他們在2000年6月4日結婚。
艾米斯和卡麥隆生了三個子女：克萊兒（2001年生）、長子（2003年生）和次女（2006年生）。她和第一任丈夫山姆·羅伯茲育有一個兒子賈斯柏（1990年生）。
2012年，艾米斯伉儷和小孩改採純素飲食。